# Orthia hechtiae
Orthia hechtiae là một loài bướm đêm trong họ Noctuidae.